# RS03

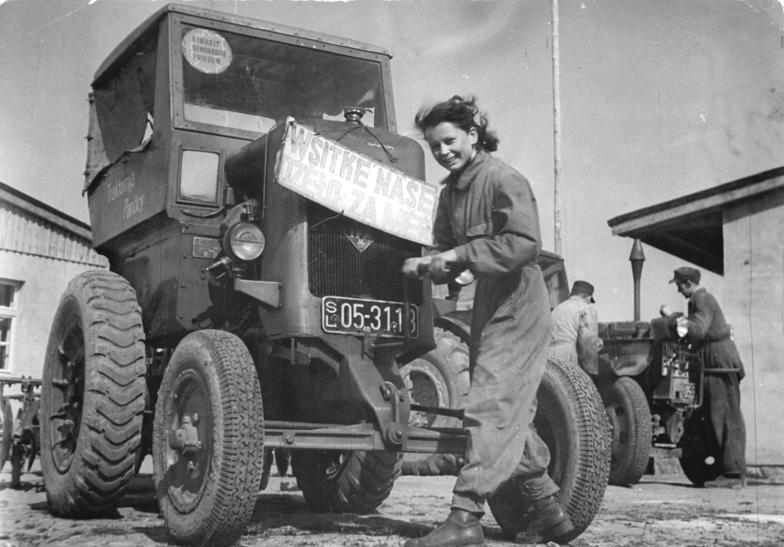
Sorbischer Traktoristenlehrling beim Starten eines RS03 Aktivist, MAS Panschwitz, 1951

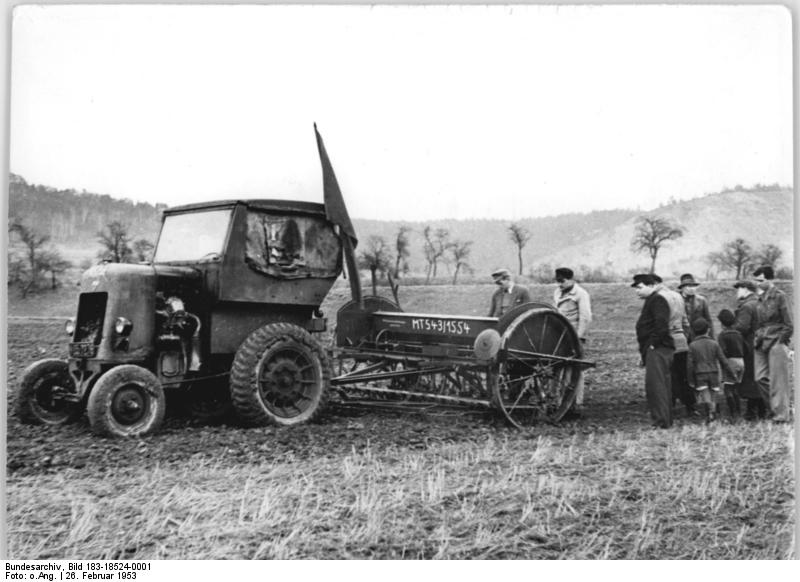
RS03 mit einer Drillmaschine

Der RS03 (Markenname „Aktivist“) ist ein Standardtraktor in Blockbauweise. Er wurde von 1949 bis 1952 im Brandenburger Traktorenwerk insgesamt 3761-mal hergestellt.

## Technik
Der Traktor ist in rahmenloser Blockbauweise mit hinterer Starrachse und vorderer ungefederter Pendelachse konstruiert. Die Antriebskraft wird nur auf die Hinterräder übertragen. Der Radstand des Aktivist beträgt 1650 mm, dadurch ist die Gewichtsverteilung sehr ungünstig und der Traktor neigt zum Aufbäumen. Im Verlaufe der Produktion veränderte man die Vorderachskonstruktion und die Motorhaubenform, der Radstand ist dadurch auf 1700 mm gewachsen. Der nach dem Dieselprinzip arbeitende Zweizylindermotor leistet 22 kW bei 1500 min−1. Angelassen wird der Motor mittels Andrehkurbel und Dekompressionseinrichtung. Zwischen Motor und Getriebe ist eine Einscheibentrockenkupplung zur Kraftübertragung verbaut. Als Getriebe wird eine Konstruktion der Fa. Prometheus verwendet. Es hat vier Gänge, mit denen Geschwindigkeiten zwischen 3,94 und 17,80 km/h vorwärts und 5,30 km/h rückwärts erreicht werden. Die Bremsanlage besteht aus der Betriebsbremse, die als Backenbremse auf die Hinterräder wirkt und einer Handbremse, die als Bandbremse auf das Getriebe wirkt. Zur Ausrüstung des Aktivist gehört neben der Zapfwelle mit 540 min−1 auch eine Riemenscheibe mit 1400 min−1 und 225 mm Durchmesser.

## Technische Daten
Länge / Breite / Höhe: 2685 / 1630 / 2300 mm
- Radstand: 1650 mm (später 1700 mm)
- Bereifung: 6,00-16 (vorn); 9,00-24 (hinten)
- Kleinster Wenderadius: 3925 mm
- Bodenfreiheit: 290 mm
- Spurweite: 1310 mm (vorn) / 1350 mm (hinten)
- Gewicht: 2250 kg
- Motor: Zweizylinderviertakt-V-Luftspeicherdieselmotor „16 V2“

- Kühlsystem: Wasserkühlung
- Ventiltriebsystem: OHV-Ventilsteuerung
- Einspritzpumpe: IFA EP 457 F
- Einspritzdruck: 1,5 kN/cm²
- Verdichtungsverhältnis: 16:1
- Bohrung × Hub: 115 × 160 mm
- Hubraum: 3324 cm³
- Nennleistung: 22 kW  bei 1500 min−1
- Nenndrehmoment: 140,5 Nm bei 1500 min−1
- Spezifischer Treibstoffverbrauch: 299 g/kWh

- Kupplung: Einscheibentrockenkupplung
- Getriebe: Vierganggetriebe + Rückwärtsgang

- 1. Gang: 3,94 km/h
- 2. Gang: 6,20 km/h
- 3. Gang: 8,83 km/h
- 4. Gang: 17,80 km/h
- R-Gang: 5,30 km/h

- Zugkräfte:

- 1. Gang: 17 kN
- 2. Gang: 12 kN
- 3. Gang: 8 kN
- 4. Gang: 4 kN

- Zapfwelle: Fahrkupplungsabhängig, 540 min−1, maximale Leistungsabgabe: 13,24 kW
- Riemenscheibe: ⌀ 225 mm, Drehzahl: 1400 min−1
- Elektrische Anlage: Lichtmaschine 6 V, 75 W